# Upton (Kentucky)
Upton es una ciudad ubicada en el condado de Hardin en el estado estadounidense de Kentucky. En el Censo de 2010 tenía una población de 683 habitantes y una densidad poblacional de 193,19 personas por km².

## Geografía
Upton se encuentra ubicada en las coordenadas 37°27′31″N 85°54′0″O / 37.45861, -85.90000. Según la Oficina del Censo de los Estados Unidos, Upton tiene una superficie total de 3.54 km², de la cual 3.52 km² corresponden a tierra firme y (0.37%) 0.01 km² es agua.

## Demografía
Según el censo de 2010, había 683 personas residiendo en Upton. La densidad de población era de 193,19 hab./km². De los 683 habitantes, Upton estaba compuesto por el 95.61% blancos, el 1.46% eran afroamericanos, el 0.59% eran amerindios, el 0.15% eran asiáticos, el 0.44% eran isleños del Pacífico, el 0% eran de otras razas y el 1.76% pertenecían a dos o más razas. Del total de la población el 0.44% eran hispanos o latinos de cualquier raza.